# فهرست القاب کیم جونگ-ایل
در مطبوعات و نشریات کره شمالی رهبران این کشور تنها با نام ذکر نمی‌شوند و معمولاً برای اشاره به این رهبران، از القاب گاه اغراق‌آمیز یا نام این رهبران با حروف درشت به همراه یک لقب، استفاده می‌شود. برای مثال: رهبر کبیر، رفیق کیم جونگ-ایل. این القاب توسط کمیته مرکزی حزب کارگران کره تولید می‌شوند. پژوهشگران تاکنون القاب زیر را برای کیم جونگ-ایل یافته‌اند.

## فهرست
| کره‌ای (هانجا) | فارسی                                                                    | منبع |
| --- | ------------------------------------------------------------------------ | --- |
| 당중앙 (黨中央) | هسته مرکزی حزب                                                           | این لقب، نخستین لقب استفاده شده برای اشاره به کیم جونگ-ایل است؛ و اولین بار در سال ۱۹۷۳ میلادی از آن استفاده شد.        |
| 웃분 | انسان برتر                                                               | این لقب از اواسط ده ۱۹۷۰ میلادی به بعد مورد استفاده قرار گرفت.                                                          |
| 친애하는 지도자 (親愛하는 指導者)                                                                                     | رهبر گرامی                                                               | این لقب در دوران حکومت کیم جونگ-ایل متداول بود.                                                                         |
| 존경하는 지도자 (尊敬하는 指導者)                                                                                     | رهبر مورد احترام                                                         | این لقب از اواسط ده ۱۹۷۰ میلادی به بعد مورد استفاده قرار گرفت.                                                          |
| 현명한 지도자 (賢明한 指導者)                                                                                         | رهبر دانا                                                                | این لقب از اواسط ده ۱۹۷۰ میلادی به بعد مورد استفاده قرار گرفت.                                                          |
| 영명하신 지도자 (英明하신 指導者)                                                                                     | رهبر نابغه                                                               | این لقب از اواسط ده ۱۹۷۰ میلادی به بعد مورد استفاده قرار گرفت.                                                          |
| 유일한 지도자 (唯一한 指導者)                                                                                         | رهبر یکتا                                                                | از این لقب از سال ۱۹۷۵ میلادی به بعد استفاده می‌شود.                                                                     |
| 령도자가 갖추어야 할 풍모를 완벽하게 지닌 친애하는 지도자 (領導者가 갖추어야 할 風貌를 完璧하게 지닌 親愛하는 指導者) | رهبر گرامی، که تجسمی بی‌نقص از آنچه که ظاهر یک رهبر واقعی باید باشد، است. | از اواسط ۱۹۸۰ میلادی در موارد خاص.                                                                                      |
| 최고사령관 (最高司令官)                                                                                               | فرمانده کل قوا                                                           | اولین بار در اواسط ۱۹۸۰ میلادی استفاده شد.                                                                              |
| 위대한 령도자 (偉大한 領導者)                                                                                         | رهبر کبیر                                                                | متداول‌ترین لقب کیم جونگ-ایل.                                                                                            |
| 인민의 어버이 (人民의 어버이)                                                                                         | پدر خلق                                                                  | استفاده شده از فوریه ۱۹۸۶.                                                                                              |
| 공산주의 미래의 태양 (共産主義 未來의 太陽)                                                                           | خورشید آینده کمونیسم                                                     | از اواسط ۱۹۸۰. |
| 백두광명성 (百頭光明星)                                                                                               | ستاره درخشان کوه پکتو                                                    | از اواسط ۱۹۸۰. |
| 향도의 해발 (嚮導의 해발)                                                                                             | هدایت‌گر پرتوهای خورشید                                                   | از اواسط ۱۹۸۰. |
| 혁명무력의 수위 (革命武力의 首位)                                                                                     | فرمانده نیروهای مسلح انقلابی                                             | استفاده شده از ۲۱ دسامبر سال ۱۹۹۱ میلادی به بعد.                                                                        |
| 조국통일의 구성 (祖國統一의 構成)                                                                                     | ضمانت وحدت میهن                                                          | استفاده شده از ۲۱ دسامبر سال ۱۹۹۱ میلادی به بعد.                                                                        |
| 조국 통일의 상징 (祖國 統一의 象徵)                                                                                   | نماد وحدت میهن                                                           | استفاده شده از ۲۱ دسامبر سال ۱۹۹۱ میلادی به بعد.                                                                        |
| 민족의 운명 (民族의 命運)                                                                                             | ایمان ملت                                                                | استفاده شده از ۲۱ دسامبر سال ۱۹۹۱ میلادی به بعد.                                                                        |
| 자애로운 아버지 (慈愛로운 아버지)                                                                                     | پدر دوست‌داشتنی                                                           | استفاده شده از ۲۱ دسامبر سال ۱۹۹۱ میلادی به بعد.                                                                        |
| 당과 국가와 군대의 수위 (黨과 國家와 軍隊의 首位)                                                                     | رهب حزب، کشور و ارتش                                                     | استفاده شده از ۲۱ دسامبر سال ۱۹۹۱ میلادی به بعد.                                                                        |
| 수령 (首領) | رهبر                                                                     | پس از مرگ کیم ایل-سونگ متداول شد.                                                                                       |
| 장군 (將軍) | ژنرال                                                                    | این لقب یکی از متداول‌ترین القاب به کار رفته برای کیم جونگ-ایل است؛ که از سال ۱۹۹۴ میلادی به بعد مورد استفاده قرار گرفت. |
| 우리당과 우리 인민의 위대한 령도자 (우리黨과 우리 人民의 偉大한 領導者)                                               | رهبر کبیر حزب و ملت ما                                                   | مورد استفاده قرار گرفته از سال ۱۹۹۴ میلادی به بعد.                                                                      |
| 위대한 장군님 (偉大한 將軍님)                                                                                         | ژنرال کبیر                                                               | مورد استفاده قرار گرفته از سال ۱۹۹۴ میلادی به بعد.                                                                      |
| 경애하는 장군님 (敬愛하는 將軍님)                                                                                     | ژنرال دوست داشتنی و مورد احترام                                          | مورد استفاده قرار گرفته از سال ۱۹۹۴ میلادی به بعد.                                                                      |
| 위대한 수령 (偉大한 首領)                                                                                             | رهبر کبیر                                                                | این لقب در زمان حیات کیم ایل-سونگ، تنها برای اشاره به کیم جونگ-ایل به کار می‌رفت.                                        |
| 경애하는 수령 (敬愛하는 首領)                                                                                         | رهبر دوست داشتنی و مورد احترام                                           | این لقب در زمان حیات کیم ایل-سونگ، تنها برای اشاره به کیم جونگ-ایل به کار می‌رفت.                                        |
| 백전백승의 강철의 령장 (百戰百勝의 鋼鐵의 靈將)                                                                       | فرمانده همیشه پیروز و اراده آهنین                                        | مورد استفاده از سال ۱۹۹۷ به بعد؛ پس از ۳ سال سوگواری برای مرگ کیم ایل-سونگ.                                             |
| 사회주의 태양 (社會主義 太陽)                                                                                         | خورشید سوسیالیسم                                                         | مورد استفاده از سال ۱۹۹۷ به بعد؛ پس از ۳ سال سوگواری برای مرگ کیم ایل-سونگ.                                             |
| 민족의 태양 (民族의 太陽)                                                                                             | خورشید ملت                                                               | مورد استفاده از سال ۱۹۹۷ به بعد؛ پس از ۳ سال سوگواری برای مرگ کیم ایل-سونگ.                                             |
| 삶의 태양 (삶의 太陽)                                                                                                 | خورشید کبیر زندگی                                                        | مورد استفاده از سال ۱۹۹۷ به بعد؛ پس از ۳ سال سوگواری برای مرگ کیم ایل-سونگ.                                             |
| 민족의 위대한 태양 (民族의 偉大한 太陽)                                                                               | خورشید کبیر ملت                                                          | مورد استفاده از سال ۱۹۹۹ میلادی به بعد، پس از تصویب قانون اساسی کره شمالی در سال ۱۹۹۸.                                  |
| 민족의 어버이 (民族의 어버이)                                                                                         | پدر ملت                                                                  | مورد استفاده از سال ۱۹۹۹ میلادی به بعد، پس از تصویب قانون اساسی کره شمالی در سال ۱۹۹۸.                                  |
| 21세기의 세계 수령 (۲۱世紀의 世界 首領)                                                                               | رهبر جهان قرن ۲۱                                                         | مورد استفاده از سال ۲۰۰۰ میلادی به بعد.                                                                                 |
| 불세출의 령도자 (不世出의 領導者)                                                                                     | رهبر بی‌همتا                                                              | مورد استفاده از سال ۲۰۰۰ میلادی به بعد.                                                                                 |
| 21세기 찬란한 태양 (۲۱世紀 燦爛한 太陽)                                                                               | خورشید درخشان قرن ۲۱                                                     | مورد استفاده از سال ۲۰۰۰ میلادی به بعد.                                                                                 |
| 21세기 위대한 태양 (۲۱世紀 偉大한 太陽)                                                                               | خورشید کبیر قرن ۲۱                                                       | مورد استفاده از سال ۲۰۰۰ میلادی به بعد.                                                                                 |
| 21세기 향도자 (۲۱世紀 嚮導者)                                                                                         | رهبر قرن ۲۱                                                              | مورد استفاده از سال ۲۰۰۰ میلادی به بعد.                                                                                 |
| 희세의 정치가 (稀世의 政治家)                                                                                         | سیاستمدار شگفت‌انگیز                                                      | مورد استفاده از سال ۲۰۰۰ میلادی به بعد.                                                                                 |
| 천출위인 (天出偉人)                                                                                                   | مردی عالی مقام، که از بهشت نازل شده‌است                                   | مورد استفاده از سال ۲۰۰۰ میلادی به بعد.                                                                                 |
| 천출명장 (天出明將)                                                                                                   | ژنرال باشکوه که از بهشت نازل شده‌است                                      | مورد استفاده از سال ۲۰۰۰ میلادی به بعد.                                                                                 |
| 민족의 최고영수 (民族의 最高領袖)                                                                                     | رهبر کبیر ملت                                                            | مورد استفاده از سال ۲۰۰۰ میلادی به بعد.                                                                                 |
| 주체의 찬란한 태양 (主體의 燦爛한 太陽)                                                                               | خورشید تابناک جوچه                                                       | مورد استفاده از سال ۲۰۰۰ میلادی به بعد.                                                                                 |
| 주체의 찬란한 태양 (主體의 燦爛한 太陽)                                                                               | خورشید تابناک پودانک                                                     | |
| 당과 인민의 수령 (黨과 人民의 首領)                                                                                   | رهبر حزب و مردم                                                          | |
| 위대한 원수님 (偉大한 元帥님)                                                                                         | مارشال کبیر                                                              | |
| 무적필승의 장군 (無敵必勝의 將軍)                                                                                     | ژنرال شکست‌ناپذیر و پیروز                                                 | |
| 경애하는 아버지 (敬愛하는 아버지)                                                                                     | پدر عزیز                                                                 | |
| 21세기의 향도성 (۲۱世紀의 嚮導星)                                                                                     | ستاره راهنمای قرن ۲۱                                                     | |
| 실천가형의 위인 (實踐家型의 偉人)                                                                                     | مرد عالی مقام، که مرد عمل است                                            | |
| 위대한 수호자 (偉大한 守護者)                                                                                         | مدافع کبیر                                                               | |
| 구원자 (救援者) | نجات دهنده                                                               | |
| 혁명의 수뇌부 (革命의 首腦部)                                                                                         | نابغه انقلاب                                                             | |
| 혁명적 동지애의 최고화신 (革命的 同志愛의 最高化身)                                                                   | والاترین تجسم از رفاقت انقلابی                                           | |
| 각하 (閣下) | عالیجناب                                                                 | |
| 영원한 당 총비서 (永遠한 黨 總秘書)                                                                                   | ژنرال جاودانه حزب                                                        | |